# Gordana Jankułoska
Gordana Jankułoska (maced. Гордана Јанкулоска; ur. 12 października 1975 w Ochrydzie) – północnomacedońska polityk, minister spraw wewnętrznych, członkini prawicowej partii WMRO-DPMNE.

## Życiorys
Gordana Jankułoska jest absolwentką wydziału prawa Uniwersytetu Św. Cyryla i Metodego w Skopju. Studiowała także na University of Kent w Canterbury na kierunku międzynarodowego prawa handlowego. W lipcu 2004 brytyjski uniwersytet przyznał jej nagrodę za szczególne osiągnięcia w dziedzinie prawa. Brała też udział w licznych szkoleniach, kursach, seminariach i debatach w dziedzinie finansów, prawa, zarządzania projektami i oceny projektów na poziomie krajowym i międzynarodowym. Uczestniczyła w zespołach do przygotowania zapisów prawnych i realizacji projektów dotyczących reformy rynku płatności i systemów podatkowych w Republice Macedonii. Włada biegle językiem angielskim, zna też albański i niemiecki.
Jankułoska pracowała w różnych segmentach finansów, a także współpracowała z instytucjami międzynarodowymi, w ministerstwie finansów była m.in. koordynatorem departamentu prawnego i spraw księgowych, drugiej instancji postępowania administracyjnego w zakresie podatków i taryf, kapitału w sektorze gospodarki, zapobiegania praniu pieniędzy. Była też szefem gabinetu ministra i niezależnym doradcą w departamencie finansów międzynarodowych.

## Kryzys polityczny
Od września 2004 była sekretarzem generalnym partii prawicowej WMRO-DPMNE, do 26 sierpnia 2006, kiedy została powołana na urząd ministra spraw wewnętrznych w rządzie Nikoły Gruewskiego. Pozostała na stanowisku w czterech gabinetach premiera, do 15 maja 2015, kiedy złożyła rezygnację na skutek narastającego kryzysu politycznego i protestów Macedończyków żądających ustąpienia rządu. Na początku 2015 upubliczniono taśmy, z których wynikało, że Jankułoska może być zamieszana w fałszowanie wyników wyborów a także pokazywało wiele nieprawidłowości w działaniach rządu. Zaostrzyło to narastające niezadowolenie społeczne spowodowane złą sytuacją ekonomiczną i sposobem sprawowania władzy przez rządzącą od 2006 partię WMRO - DPMNE premiera Grujewskiego.
9–10 maja macedońska policja przeprowadziła w Kumanowie operację przeciwko grupie zbrojnej, która wedle oficjalnych informacji miała przygotowywać zamachy w celu destabilizacji sytuacji w kraju. W wyniku dwudniowych starć zginęły 22 osoby, w tym 8 policjantów. Przyczyny i przebieg wydarzeń budziły wiele kontrowersji. Sekretarz generalny NATO Jens Stoltenberg oraz komisarz UE ds. rozszerzenia Johannes Hahn wezwali do przeprowadzenia w tej sprawie bezstronnego śledztwa. Presja międzynarodowa spowodowała, że 12 maja dymisję złożyli najbardziej kontrowersyjni współpracownicy premiera – minister spraw wewnętrznych Gordana Jankułoska oraz dyrektor agencji kontrwywiadowczej Saszo Mijalkow, którzy firmowali akcję w Kumanowie, a także minister transportu Mile Janakieski.
Pod koniec 2015 roku powołano specjalną sejmową komisją śledczą ds. zbadania nielegalnego podsłuchiwania blisko 20 tys. osób. Jankułoska była przesłuchiwana jako jedna z pierwszych. 12 lutego 2016 prokuratura wniosła przeciwko niej i 8 innym osobom oskarżenie o fałszowanie wyborów i zorganizowane przestępstwo.